# Vyskeř
Vyskeř (deutsch: Wiskersch) ist eine Gemeinde im Okres Semily, Liberecký kraj in Tschechien. Sie befindet sich am Fuße des gleichnamigen Hügels. Die Gemeinde liegt im Landschaftsschutzgebiet Český ráj (Böhmisches Paradies).

## Geschichte
Der Ort wurde 1318 erstmals urkundlich erwähnt.
1821 wurde eine zweiklassige Pfarrschule eingerichtet, 1838–1840 ein Schulgebäude errichtet. 1879 wurde sie in eine dreiklassige Schule umgewandelt und hatte 200 Schüler aus der gesamten Umgebung. 1978 erfolgte die Schließung, als nur noch 9 Kinder die Schule besuchten.
Im Jahr 1869 wurde eine örtliche Bibliothek gegründet, 1882 eine Feuerwehr.
Im 20. Jahrhundert wurde das Dorf Vyskeř mit seinen bekannten Bergrennen in der tschechoslowakischen Öffentlichkeit bekannt. Das erste Jahr des Bergrennens fand am 9. Oktober 1966 als Rekrutierungs- und Werbeveranstaltung statt, seine Organisatoren waren der Automotoklub Doubrava-Žďár zusammen mit dem Automotoklub Mladá Boleslav. In den Jahren 1970 und 1971 wurde das Rennen als Tschechoslowakische Meisterschaft organisiert. Insgesamt fanden zwischen 1966 und 1995 22 Ausgaben dieses Rennens statt.

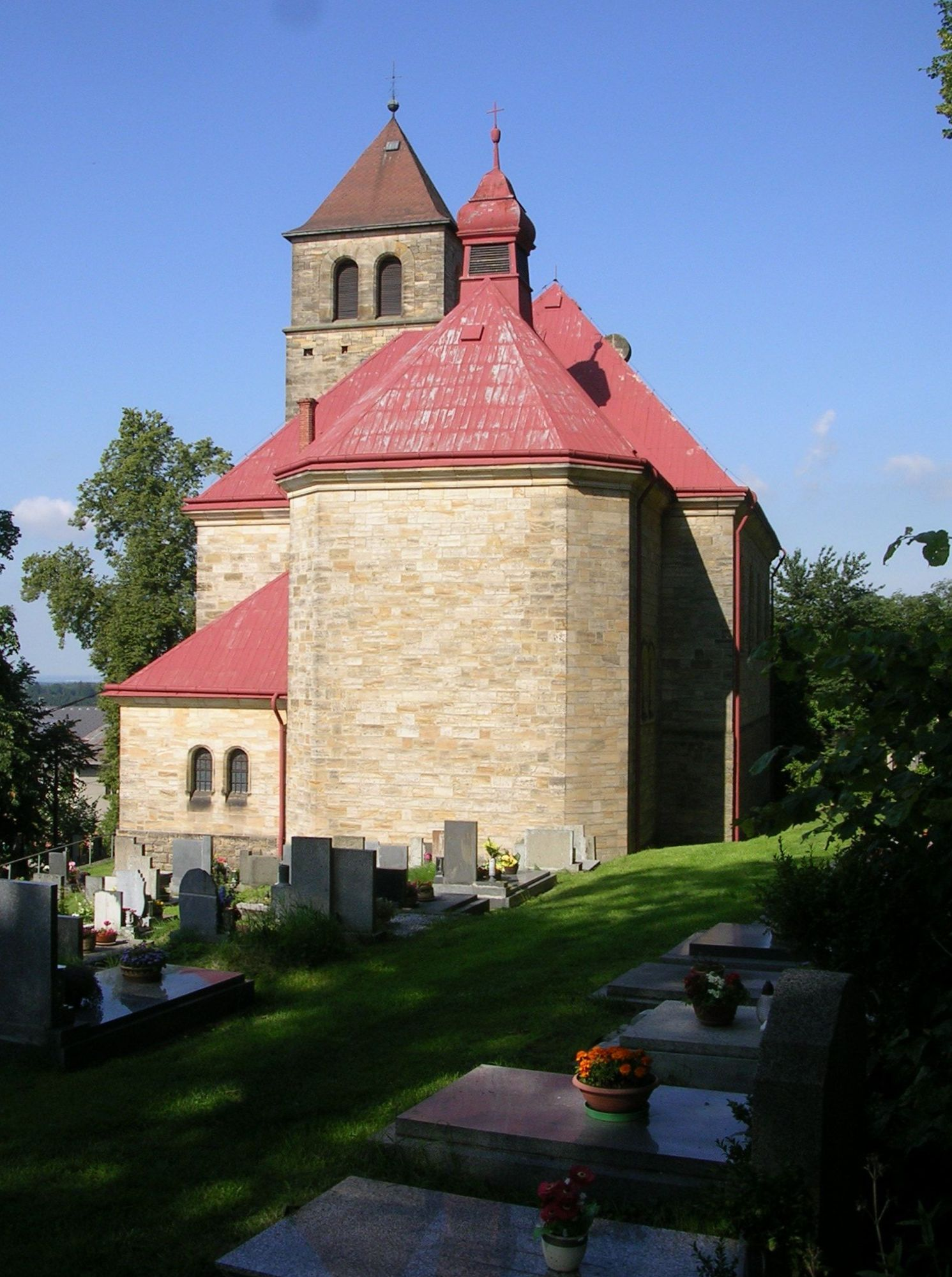
Kirche Mariä Himmelfahrt

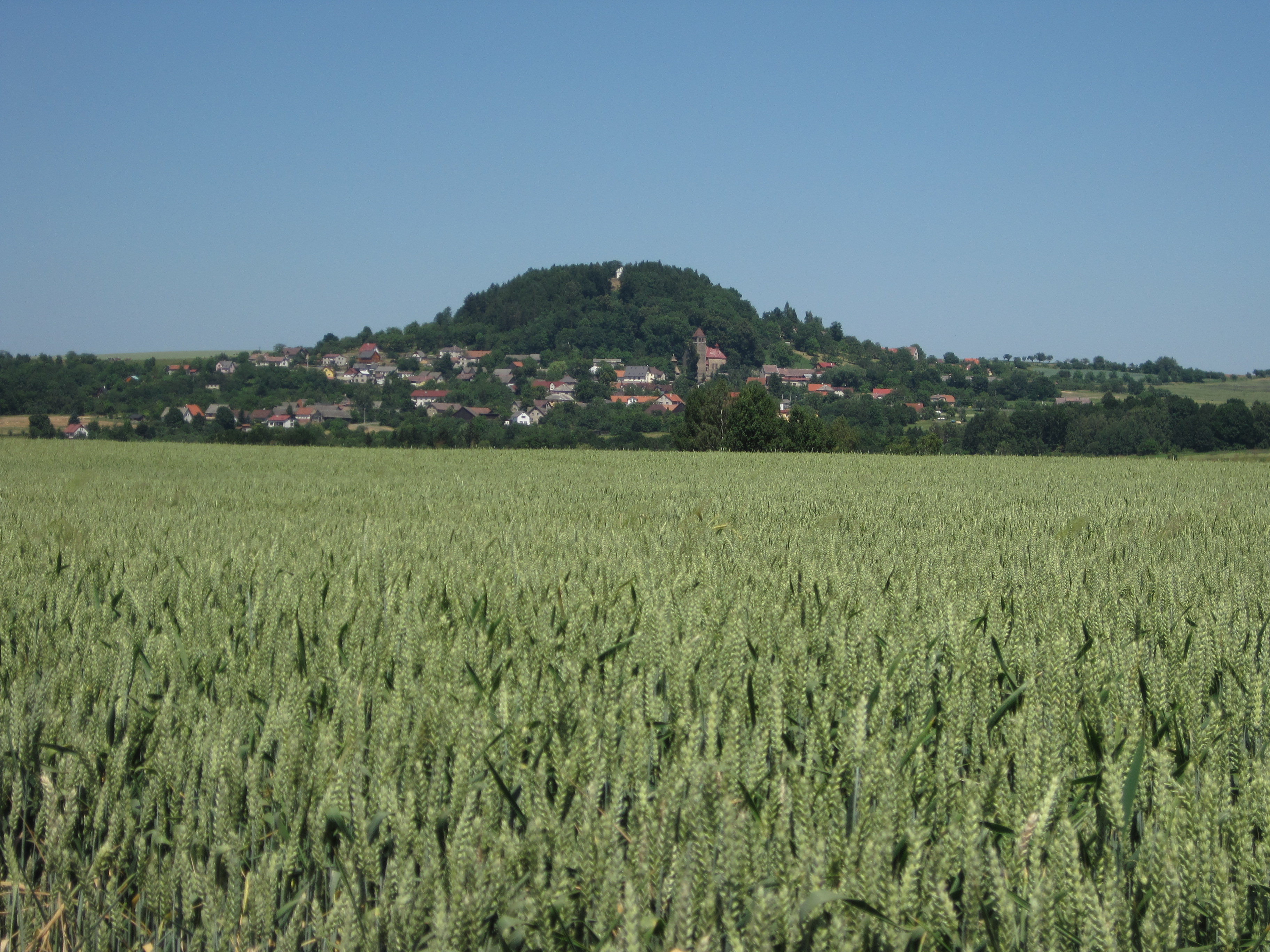
Ort und gleichnamiger Hügel

Die Einwohnerzahl ist seit der Jahrhundertwende rückläufig, 1900 lebten 1062 Menschen im Ort.

## Verkehr
Es gibt eine regelmäßig verkehrende Busverbindung nach Turnov (Turnau). Vyskeř ist auch eine wichtige Station auf der Strecke der Sommerbusverbindungen, die von Jičín und Turnov aus einige Sehenswürdigkeiten von touristischem Interesse wie das Schloss Hrubá Skála oder die Umgebung von Trosky anfahren.

## Gemeindegliederung
Die Gemeinde Vyskeř besteht aus den Ortsteilen Drahoňovice (Drahoniowitz), Lažany (Laschan), Mladostov (Mladostow), Poddoubí (Poddoubi), Skalany (Skalan) und Vyskeř (Wiskersch). Grundsiedlungseinheiten sind Lažany, Mladostov, Skalany und Vyskeř.
Das Wappen und die Flagge wurden der Gemeinde durch Beschluss des Präsidenten der Abgeordnetenkammer des Parlaments der Tschechischen Republik vom 5. Dezember 2012 verliehen.

## Persönlichkeiten
- Joseph Nesvadba (1822–1876), tschechischer Dirigent und Komponist, geboren in Vyskeř, verstorben und begraben in Darmstadt in Hessen.[9]